# Volo Manx2 7100
Il volo Manx2 7100 era un volo commerciale di linea da Belfast, Irlanda del Nord, a Cork, Repubblica d'Irlanda. Il 10 febbraio 2011, il Fairchild Metro III che volava sulla rotta con dieci passeggeri e due membri dell'equipaggio a bordo si schiantò al suo terzo tentativo di atterraggio all'aeroporto di Cork in condizioni di nebbia. Sei persone, compresi entrambi i piloti, morirono. Sei passeggeri sopravvissero seppur feriti, quattro dei quali gravemente.
La Air Accident Investigation Unit pubblicò il suo rapporto finale nel gennaio 2014. Veniva affermato che la probabile causa dell'incidente era la perdita di controllo durante un tentativo di riattaccata al di sotto dell'altezza di decisione in condizioni meteorologiche strumentali (IMC). Il rapporto menzionava come fattori contributivi l'accostamento inappropriato di piloti ancora inesperti, l'addestramento e il controllo inadeguati del comando e la supervisione inadeguata dell'operazione di noleggio da parte dell'operatore e dello stato dell'operatore.

## L'aereo e l'equipaggio
L'aereo era un doppio turboelica Fairchild SA227-BC Metro III con registrazione spagnola EC-ITP, c/n BC-789B. Era di proprietà di una banca spagnola ed era affittato alla Líneas Aéreas de Andalucía, nota come Air Lada, con sede a Siviglia, in Spagna. L'aereo veniva subaffittato dalla Flightline SL (che ne effettuava anche la manutenzione), con sede a Barcellona, in possesso del suo certificato di operatore aereo (COA). I biglietti venivano venduti dalla Manx2, una compagnia aerea virtuale che aveva sede nell'Isola di Man. L'aereo aveva 19 anni al momento dell'incidente, ed era stato sottoposto a un controllo di manutenzione nella settimana prima dell'incidente.
Il comandante era il 31enne Jordi Sola Lopez di Barcellona. Il primo ufficiale era il 27enne Andrew Cantle di Sunderland, in Inghilterra. Entrambi lavoravano per Air Lada. Il comandante aveva accumulato 1 800 ore totali, di cui 1 600 sul Fairchild Metro III, ma solo 25 come pilota in comando sull'aereo. Il primo ufficiale aveva accumulato 539 ore totali, di cui 289 sul Fairchild. Il loro lavorare insieme durante il volo era considerato inappropriato e molto insolito, a causa della loro comune mancanza di esperienza totale. Entrambi i piloti erano certificati per il sistema di atterraggio strumentale CAT I; nessuno dei due, tuttavia, aveva esperienza con il CAT II.
Sola Lopez era stato promosso comandante il 4 febbraio 2011. Il suo primo volo al comando dell'aereo è avvenuto il 6 febbraio 2011, quattro giorni prima dell'incidente. Il comandante era volato a Cork 61 volte; i suoi giornali di bordo non avevano mai mostrato deviazioni. Dalle indagini risultò che non aveva completato l'addestramento necessario per comandare il Metroliner.
Il primo ufficiale Cantle si era unito a un altro operatore spagnolo che volava con il Fairchild Metro III per 270 ore prima di entrare in Air Lada. Secondo i giornali di bordo successivamente volò con comandanti che non erano istruttori, quindi non gli trasmisero l'esperienza necessaria. Accumulò 19 ore con Air Lada, ma non completò il suo volo di verifica finale, sebbene gli fosse stato richiesto di farlo.

## L'incidente
Il volo 7100 sarebbe dovuto partire dall'aeroporto di Belfast-città alle 07:50 GMT con arrivo all'aeroporto di Cork per le 09:00 IST. A bordo c'erano un equipaggio di due piloti e dieci passeggeri.
L'aereo atterrò all'aeroporto di Belfast-Città alle 07:15 dopo un breve volo di posizionamento dall'aeroporto Internazionale di Belfast e venne rifornito di carburante per il viaggio programmato verso Cork e ritorno. Fu specificato l'aeroporto di Waterford come aeroporto alternato per la tratta verso Cork. Non venne scelta alcuna seconda alternativa. Il volo subì un ritardo addirittura prima di decollare perché i due piloti stavano ancora rimontando i sedili per i passeggeri in cabina (durante la notte il Fairchild veniva risistemato per trasportare la posta); l'imbarco iniziò una volta completato il lavoro. I passeggeri scelsero i loro posti a caso e fu il copilota a mostrare le procedure di sicurezza da seguire.
- 08:10 - Il volo 7100 partì e l'arrivo a Cork venne stimato intorno alle 09:10, dove il tempo era spesso nebbioso.
- 08:34 - I piloti si misero in contatto con il controllo del traffico aereo di Shannon.
- 08:48 - L'aereo venne passato a un controllore di Cork.
- 08:58 - L'equipaggio si allineò, tramite l'ILS, alla pista 17 ed entrò in contatto con la torre di Cork.
- 09:00 - Il controllo del traffico di Cork trasmise all'equipaggio la portata visiva della pista (IRVR), che era ancora al di sotto del minimo richiesto.
- 09:03 - L'equipaggio scese al di sotto dell'altezza di decisione (DH) di 200 piedi e venne effettuata una riattaccata. L'altezza più bassa registrata in questo momento fu di 101 piedi (31 m).

Vettori radar vennero forniti dalla torre di Cork per la pista 35: l'equipaggio credeva che con il sole dietro l'aereo avrebbe potuto rendere più facile l'acquisizione visiva della pista.
- 09:10 - L'aereo era a 8 miglia dall'atterraggio e venne riconsegnato alla torre di Cork. Anche in questo caso, le RVR trasmesse erano inferiori ai minimi. L'avvicinamento venne proseguito oltre l'Outer Marker (OM).
- 09:14 - L'aereo scese nuovamente sotto la DH ed venne effettuato un secondo mancato avvicinamento. L'altezza più bassa registrata in questo avvicinamento fu di 91 piedi (28 m).
- 09:15 - L'equipaggio entrò in un circuito di attesa chiamato ROVAL e mantenne un'altitudine di 3 000 piedi (910 m).

Intanto, l'equipaggio richiese le condizioni meteorologiche per Waterford, ma anch'esse erano inferiori ai minimi. Scelsero di dirigersi verso l'aeroporto di Shannon e richiesero le condizioni meteorologiche più recenti; ancora una volta il tempo non era buono. Vennero trasmesse quelle di Dublino, anch'esse al di sotto dello standard. La torre di Cork informò i piloti sulle condizioni meteorologiche all'aeroporto di Kerry, definite come "buone" con una visibilità di 10 km.
- 09:33 - Il volo 7100 era ancora nel circuito ROVAL, mentre l'IRVR per la pista 17 iniziò a migliorare.
- 09:39 - A seguito di un ulteriore lieve miglioramento dei valori IRVR, ma con condizioni non ancora accettabili, l'equipaggio scelse di effettuare un terzo avvicinamento, il secondo per la pista 17.
- 09:45 - Il volo 7100 segnalò di essersi allineato tramite l'ILS alla pista 17; durante questo periodo l'IRVR migliorò ulteriormente a 550 metri (il minimo richiesto) e venne comunicato all'equipaggio dal controllo aereo di Cork. L'aereo passò alla torre di Cork per la terza volta.

L'avvicinamento proseguì oltre l'Outer Marker; il comandante rilevò il funzionamento delle manette. La discesa proseguì al di sotto dell'altezza di decisione. Seguì una significativa riduzione della potenza e un forte rollio a sinistra, appena sotto i 100 piedi, e il pilota ordinò una terza riattaccata, approvata dal copilota. In coincidenza con l'applicazione della potenza della riattaccata da parte del comandante, i piloti persero il controllo dell'aereo. Quest'ultimo s'inclinò rapidamente sulla destra oltre la verticale, il che portò l'estremità dell'ala destra a strisciare sulla pista. L'aereo continuò a ribaltarsi colpendo la pista a testa in giù. L'avviso di stallo risuonò ininterrottamente durante gli ultimi sette secondi della registrazione.
Alle 09:50:34, dopo entrambi gli impatti iniziali, il Fairchild continuò a scivolare sottosopra per altri 189 metri prima di fermarsi sul terreno morbido a destra della pista.
Allo stesso tempo, il trasmettitore di localizzazione d'emergenza (ELT) iniziò a risuonare nella torre di controllo dell'aeroporto di Cork. Gli incendi successivi all'impatto si verificarono in entrambi i motori e fuoriuscì del carburante dal serbatoio destro. Gli incendi vennero spenti dall'Airfield Fire Service (AFS) prima che raggiungessero la fusoliera. Dei dodici a bordo, sei persone persero la vita a causa delle ferite subite, inclusi i due piloti. Quattro dei sopravvissuti riportarono ferite gravi, mentre due rimasero feriti lievemente. Un testimone all'interno dell'edificio del terminal dell'aeroporto affermò che la nebbia era così fitta che l'aereo precipitato non poteva essere visto in alcun modo. I vigili del fuoco dell'aeroporto spensero entrambi gli incendi post-impatto entro dieci minuti dall'incidente e cominciarono a rimuovere le vittime dal relitto. I feriti furono portati al Cork University Hospital per le cure.

## Vittime
| Nazionalità | Equipaggio | Passeggeri | Vittime | Feriti |
| ----------- | ---------- | ---------- | ------- | ------ |
| Regno Unito | 1          | 5          | 4       | 2      |
| Irlanda     | 0          | 5          | 1       | 4      |
| Spagna      | 1          | 0          | 1       | 0      |
| Totale      | 2          | 10         | 6       | 6      |

## Le indagini
L'Air Accidents Investigation Branch (AAIU) aprì un'indagine sull'incidente. Quattro membri del personale dell'AAIU arrivarono sul posto entro 90 minuti dall'incidente. Quel giorno completarono la loro ispezione del relitto. Il registratore dei suoni di cabina (CVR) e il registratore dei dati di volo (FDR) vennero recuperati intatti dal relitto. I dati dell'FDR furono estratti dall'AAIU a Dublino, mentre il CVR venne inviato all'Air Accident Investigation Branch (AAIB) del Regno Unito per il download. C'erano rappresentanti certificati provenienti da agenzie come la FAA e dall'NTSB degli Stati Uniti, l'Aviation Incidents and Accidents Investigation (AIAI) di Israele, la Civil Aviation Incident and Incident Investigation Commission spagnola e l'AAIB britannica (in quanto i piloti erano rispettivamente uno spagnolo e l'altro inglese).
Il relitto venne trasportato alla struttura d'esame dell'AAIU a Gormanston, Contea di Meath, per consentire agli investigatori di ricostruire l'aereo il più preciso possibile. I sei sopravvissuti furono intervistati dall'AAIU.
Un rapporto preliminare, pubblicato nel marzo 2011, affermava che l'aereo, pilotato dal copilota, aveva deviato dalla linea centrale della pista durante l'avvicinamento finale e che l'equipaggio aveva deciso di eseguire un terzo atterraggio quattro secondi prima dell'impatto. L'aereo rollò a sinistra e a destra, e l'ala destra colpì la pista ribaltando l'aereo. Questo fatto lasciò gli investigatori estremamente perplessi.
Nel febbraio 2012 viene pubblicata una dichiarazione provvisoria in linea con i requisiti normativi dell'Unione europea. L'ispezione dei motori rivelò che il destro aveva sviluppato costantemente fino al 5% in più di spinta rispetto al motore sinistro, a causa di un sensore di temperatura e pressione dell'aria aspirata dal motore destro difettoso. Un sensore del genere guasto equivaleva che oltre a fornire più spinta rispetto all'altro, avrebbe anche risposto più rapidamente ai comandi per aumentare la potenza dalla leva di alimentazione del motore rispetto al motore sinistro. Inoltre l'indagine stabilì che entrambi i motori stavano sviluppando la potenza di riattaccata al momento dell'impatto, essendo entrambi stati al di sotto della potenza minima da otto a sei secondi prima dell'impatto. Otto secondi prima il motore destro raggiunse un minimo di coppia zero, mentre il motore sinistro una coppia di -9 percento (il che significa che era l'elica sinistra a guidare il motore che non il contrario). Anche l'allarme acustico di stallo suonò ripetutamente nei sette secondi prima dell'impatto.

### Rapporto finale
L'AAIU pubblicò il suo rapporto finale sull'incidente nel gennaio 2014. La probabile causa fu dichiarata come "perdita di controllo durante un tentativo di riattaccata al di sotto dell'altezza di decisione in condizioni meteorologiche strumentali".
Il rapporto finale includeva 54 conclusioni, elencava 9 fattori che contribuirono al disastro e formulava 11 raccomandazioni di sicurezza.

#### Operatività dell'aereo dell'incidente
La rotta Belfast-Cork di Manx2 veniva operata in base al certificato di operatore aereo (COA) della Flightline. In quanto tale, l'azienda di noleggio era responsabile del controllo di tutte le questioni operative relative a quel servizio. In pratica molte decisioni quotidiane venivano prese dalla Manx2 nella sua sede dell'isola di Man. Una di queste decisioni fu l'abbinamento di Lopez e Cantle per il volo 7100 del 10 febbraio. La corretta aderenza alle normative europee sull'aviazione (EU-OPS) da parte del titolare del COA avrebbe dovuto impedire questo accoppiamento inappropriato di un comandante neopromosso con un primo ufficiale relativamente inesperto. Il motivo era perché Cantle era stato arruolato per sostituire il pilota che doveva fungere da primo ufficiale per il volo quando non era più disponibile. La Flightline non era a conoscenza del cambio di personale.

### Problemi con l'operatore
L'indagine ha evidenziato la mancanza di revisione da parte dell'emittente AOC, l'autorità aeronautica spagnola Agencia Estatal de Seguridad Aérea (AESA), quando nel 2010 a Flightline venne concessa una variazione al loro COA inizialmente emesso per aggiungere altri due Metro III. L'AESA dichiarò di "non ritenere di sua competenza la ricerca di ulteriori informazioni organizzative e finanziarie per garantire che l'operatore disponga di risorse adeguate per utilizzare due aeromobili aggiuntivi". Tuttavia, è stato notato che AESA era a conoscenza del fatto che i due aerei aggiunti al COA erano stati precedentemente operati da una base dell'Isola di Man per lo stesso venditore di biglietti sotto un COA spagnolo detenuto da una compagnia chiamata Eurocontinental Air, che avevano sospeso a causa di "problemi sorti in quell'operazione" e in seguito a "un'ispezione estesa" al Man. È stato rilevato che AESA aveva informato l'indagine di:
- Non conoscere il titolare, che era una società commerciale e quindi non rientrava nel suo mandato regolamentare.
- Non era a conoscenza del collegamento tra il venditore di biglietti e il proprietario.
- Non sapeva che due ex piloti di Eurocontinental Air si erano trasferiti con l'aereo all'operatore.
- Non era a conoscenza del funzionamento a distanza dell'aeromobile Metro III a seguito della loro aggiunta al COA dell'operatore nel 2010 e che se lo avesse saputo, avrebbe suscitato un interesse maggiore.

Gli investigatori rimasero quindi sbigottiti allo scoprire che "l'autorità di regolamentazione dello stato dell'operatore non abbia individuato le carenze dell'operatore, contribuendo così alla causa dell'incidente". Osservarono che, poiché il regolamento (CE) 1008/2008 proibisce espressamente alle autorità di regolamentazione del Regno Unito e dell'Irlanda di esercitare qualsiasi funzione di regolamentazione per quanto riguarda l'esercizio di aeromobili di altri Stati membri all'interno e tra i loro territori, entrambi erano obbligati a fare affidamento sul supervisione della Spagna "per garantire la conformità in materia normativa". Si è concluso che in pratica "le prove dimostrano che tale supervisione era di portata limitata e scarsa efficacia". In questa situazione, l'unico controllo sugli standard di sicurezza è stato osservato essere stato il programma SAFA di controlli a terra che in questo caso non aveva identificato l'entità delle carenze sistemiche. Tuttavia, è stato accettato dall'inchiesta che "le ispezioni SAFA sono limitate...in ciò che si può ottenere nella protezione del sistema aereo". È stato inoltre notato che la supervisione AESA dell'operazione richiesta dal Regolamento (CE) 1008/2008 richiedeva che gli Stati membri che rilasciano un COA dovessero assumersi anche la responsabilità della corrispondente licenza di esercizio. Si è concluso che "non vi era alcuna prova che tale supervisione fosse condotta dalla Spagna", anche se ha osservato che "il regolamento non prevede né fornisce procedure su come dovrebbe essere condotta la sorveglianza, in particolare quando le operazioni sono effettuate da una base al di fuori di uno Stato membro "(in questo caso l'isola di Man). Infine, l'inchiesta ha rilevato il coinvolgimento del Comitato per la sicurezza aerea dell'UE in relazione all'operatore dell'incidente nei mesi successivi all'incidente indagato e ha ritenuto che l'ambito del suo mandato potesse essere utilmente ampliato "come parte della rete di sicurezza aerea dell'UE".

### Perdita di controllo
Il registro tecnico del volo indicava che era il copilota a guidare l'aereo, fatto confermato anche dalle registrazioni CVR e ATC. Inoltre, le lesioni subite dal copilota alla sua mano destra erano coerenti con il fatto che stesse manovrando il Fairchild al momento dell'impatto. Poiché non era stato installato alcun pilota automatico o direttore di volo, il primo ufficiale era sottoposto a un carico di lavoro elevato durante il volo. Un'evidenza di questa era segnalata dai tre avvicinamenti effettuati in condizioni meteorologiche avverse al di sotto dei minimi standard con due riattaccate. Normalmente il pilota al comando gestisce sia i comandi di volo che quelli del motore in modo coordinato per raggiungere la traiettoria di volo richiesta; il comandante svolge altri compiti come il monitoraggio della traiettoria di volo dell'aeromobile, le comunicazioni radio e la tenuta del registro di volo. Il registratore di cabina indica che il comandante aveva preso il controllo delle manette di alimentazione durante l'avvicinamento finale, azione confermata dal primo ufficiale. Ciò risultò fondamentale, poiché entrambe le manette vennero successivamente abbassate al di sotto dell'altezza minima di volo, un'azione inaspettata dal pilota ai comandi.
I dati registrati mostrano che il motore n. 1 ha raggiunto un livello di coppia minimo del -9% nella gamma Beta, mentre il motore n. 2 ha raggiunto un minimo dello 0%. Questa asimmetria di spinta coincideva con l'aereo che iniziava un rollio a sinistra (valore massimo registrato di 40 gradi di inclinazione). È possibile che il pilota abbia effettuato un input della rotellina di controllo a destra in risposta al rollio sinistro imprevisto. Tuttavia, senza i parametri FDR della rotella di controllo o della posizione della superficie di controllo, i ricercatori non sono stati in grado di determinare se tale input è stato effettuato. La successiva applicazione di potenza per iniziare la riattaccata, a circa 100 piedi, coincise con l'inizio di un rapido rollio a destra e la perdita del controllo. Il rollio è proseguito con una verticale, l'estremità dell'ala destra che colpisce la pista e il ribaltamento dell'aereo.
Tre fattori principali contribuirono alla perdita del controllo:
- Il funzionamento non coordinato delle leve di alimentazione e dei comandi di volo, azionati da entrambi i piloti.
- È probabile che il ritardo delle leve di alimentazione al di sotto dell'altezza minima, un'azione proibita in volo, e la successiva applicazione di potenza abbiano indotto un rollio incontrollabile a causa della spinta e della resistenza asimmetrica.
- Una ripartizione della coppia tra i propulsori, causata da un sensore Pt2/Tt2 difettoso, risultò significativa quando le leve di potenza vennero ritratte al di sotto dell'altezza minima di volo e il motore n. 1 entrò a regime di coppia negativa. Successivamente, quando le leve di alimentazione vennero fatte avanzare rapidamente durante il tentativo di riattaccata, questo probabilmente contribuì ulteriormente al rollio registrato sull'FDR.

### Fattori contribuenti
I fattori che contribuirono all'incidente furono:
1. Proseguimento dell'avvicinamento oltre la posizione equivalente del marker esterno senza i minimi richiesti.
2. Proseguimento della discesa al di sotto dell'altezza di decisione senza un adeguato riferimento visivo.
3. Funzionamento non coordinato delle leve di alimentazione e dei comandi di volo.
4. Funzionamento in volo delle leve di alimentazione sotto l'altitudine minima di volo.
5. Una ripartizione della coppia tra i motori divenuta significativa quando le leve di alimentazione furono azionate al di sotto dell'altezza minima.
6. Stanchezza e affaticamento da parte dei membri dell'equipaggio di condotta.
7. Addestramento e controllo inadeguati nei confronti del comandante.
8. Abbinamento inappropriato dei membri dell'equipaggio di condotta.
9. Supervisione inadeguata da parte dell'operatore e dello stato dell'operatore.

### Raccomandazioni di sicurezza
Il rapporto conteneva undici raccomandazioni sulla sicurezza. Si chiedeva alla direzione generale della mobilità e dei trasporti (DG MOVE) della Commissione europea e all'agenzia europea per la sicurezza aerea (EASA) di riesaminare l'applicazione dei limiti di tempo di volo per gli equipaggi di volo, di emettere orientamenti sui successivi avvicinamenti strumentali in IMC con conseguente riattaccata, di rivedere il programma per la nomina a comandante dell'aeromobile, di impedire ai venditori di biglietti di esercitare il controllo operativo dei vettori aerei, garantire che la concessione delle variazioni al certificato di operatore di volo rimanesse di competenza del vettore aereo, di migliorare la sicurezza della supervisione e l'efficacia delle ispezioni a terra, e in più di riesaminare il campo di applicazione del comitato per la sicurezza aerea della DG MOVE.
Alla Flightline, titolare dell'AOC, è stato raccomandato di rivedere la sua politica operativa riguardo ad una deviazione immediata a seguito di un atterraggio interrotto per colpa delle condizioni meteorologiche e di attuare una formazione adeguata per il personale responsabile della sicurezza del volo e della prevenzione degli incidenti. All'autorità aeronautica spagnola AESA è stato raccomandato di rivedere la propria supervisione sui vettori aerei, in particolare quelli che effettuano le operazioni a distanza.

## Conseguenze
L'incidente comportò la chiusura dell'aeroporto per oltre 24 ore e la deviazione di tutti i voli. A seguito dell'incidente, Manx2 chiuse il suo contratto con la Flightline e sospese la rotta Belfast-Cork.
Martin McGuinness, l'allora Vice Primo Ministro dell'Irlanda del Nord, rivelò che aveva intenzione di essere a bordo dell'aereo, ma aveva cambiato i suoi piani di viaggio. McGuinness avrebbe dovuto recarsi a Cork per condurre una campagna elettorale per le successive elezioni generali irlandesi, previste per il 25 febbraio.
Nel marzo 2011 l'EASA avviò una procedura per sospendere il COA della Flightline. Alla fine il certificato non le fu revocato, ma vennero introdotte delle restrizioni che vietano alla Flightline di operare i Fairchild Metro III.
Nell'aprile 2011, il pilota Oliver Lee, che in precedenza aveva volato per la Manx2 tra Belfast e Cork, si suicidò. Aveva lasciato la compagnia aerea giorni prima dell'incidente per unirsi alla compagnia aerea britannica Jet2.com ed era conosciuto dai viaggiatori pendolari. Secondo quanto riferito, Lee aveva sofferto di sensi di colpa in seguito all'incidente.
Il rapporto di indagine preliminare affermava che l'equipaggio aveva violato le norme sulla sicurezza aerea in tutti e tre gli approcci scendendo al di sotto dell'altezza di decisione di 200 piedi (61 m) prima di iniziare un mancato avvicinamento. Il 6 maggio l'autorità per l'aviazione civile del Regno Unito emette un avviso di sicurezza per avvisare tutti gli operatori del Regno Unito che la seconda modifica allo standard operativo UE-OPS 1 sarebbe entrata in vigore il 16 luglio 2011. La modifica, originariamente pubblicata nel settembre 2008, introduceva un nuovo metodo per il calcolo dei minimi operativi dell'aeroporto e stabiliva che gli avvicinamenti non di precisione dovevano seguire un profilo di discesa continua, salvo per diversa approvazione della CAA.
Nel dicembre 2012 Manx2 cessò ogni attività, venendo posta in liquidazione. Nel gennaio 2013, a seguito di un'acquisizione da parte del management, le attività dell'azienda e l'intero staff passarono al suo successore, la Citywing, che cessò tutte le operazioni nel marzo 2017.
A seguito del rilascio del rapporto finale, i familiari delle vittime dell'incidente e dei feriti annunciarono l'intenzione di intraprendere un'azione legale contro tutte e tre le società coinvolte nell'incidente. Nel giugno 2014 si svolse un'inchiesta in cui una giuria emise un verdetto di morte accidentale per tutte e sei le vittime.

## Nella cultura di massa
Il 9 febbraio 2015 Il caso del volo 7100 viene citato ed esaminato rispettivamente nell'episodio Problemi di nebbia? della quattordicesima stagione della serie canadese Indagini ad alta quota. Nel febbraio 2017 viene presentato nella puntata intitolata "No Clear Options", puntata 9 della stagione 8 di Air Disasters, trasmessa sul canale Smithsonian Channel della Smithsonian Institution.